# Pavel Zdovc
Pavel Zdovc, koroškoslovenski jezikoslovec in leksikograf * 25. julij 1933, Rinkole (nem. Rinkolach) pri Pliberku na avstrijskem Koroškem.

## Življenje in delo
Rodil se je v kmečki družini na avstrijskem Koroškem. Po končani gimnaziji (1955) je v Innsbrucku študiral filozofijo in bogoslovje, nato na Dunaju latinščino in slavistiko; doktoriral je z dialektološko disertacijo Die Mundart des Südostlichen Jauntales in Karnten. Lautlehre und Akzent der Mundart der »Poljanci« (Dunaj, 1972). Strokovno se je izpopolnjeval na univerzi Lomonosov v Moskvi (1963/1964), ter med krajšimi bivanji na Hrvaškem in v Srbiji. Leta 1967 je postal sodelavec Inštituta za slovansko filologijo dunajske univerze, od 1968/69 do 1996/2000 pa je tam predaval slovenski jezik.
Zdovc je v slovenščini in nemščini objavil več jezikovnih razprav (o vlogi narečja pri pouku knjižnega jezika, o samoglasniški redukciji v podjunskih govorih) ter pisal o literarnih in kulturnih vprašanjih na avstrijskem Koroškem. Večino raziskovalnega dela je posvetil proučevanju in določitvi rabe koroških krajevnih imen in izdal priročnik Slovenska krajevna imena na avstrijskem Koroškem ; Dunaj 1993; ponatis Celovec 2008 (COBISS); razširjena izdaja : SAZU, Ljubljana, 2010.
Prejel je Trubarjevo priznanje NUK (2020).

## Referenčno delo
Pavel Zdovc je avtor epohalnega referenčnega dela: Pavel Zdovc: Slovenska krajevna imena na avstrijskem Koroškem. Razširjena izdaja = Die slowenischen Ortsnamen in Kärnten. Erweiterte Auflage. (Ljubljana: Slovenska akademija znanosti in umetnosti : Razred za filološke in literarne vede, SAZU, 2010), 447 str., ISSN 0560-2920. (COBISS)

## Recepcija in diskurz
Zdovčevo delo o slovenskih krajevnih imenih na južnem Koroškem velja za standardno in referenčno delo tudi zato, ker njegova metodologija v celoti temelji na rezultatih terenskih raziskav. S tem je dragocen prispevek k sociolingvističnemu stanju za časa raziskovanj.
Zaradi uporabljene metode terenskih raziskav njegovo delo ne upošteva pravno-zgodovinske razsežnosti, ki je prisotna v uradnih krajevnih repertorijih in glasnikih iz let 1849/50, 1854, 1860 (le-at je v celoti dvojezičen za celotno Koroško. ), 1880, 1883 in 1918 v okviru Enciklopedije slovenske kulturne zgodovine na Koroškem, ki je izšla leta 2016. Njihova posebna kulturnozgodovinska vrednost je v tem, da je bila celotna Koroška do leta 1860 dvojezično zapisana, nato pa se je le še razlikovala glede na vsako jezikovno situacijo
Nekatere dopolnitve Zdovčevega južnokoroškega korpusa so bile narejene v »Enciklopediji slovenske kulturne zgodovine na Koroškem« ter objavljene in dokumentirane v ustreznih lemah. Najizrazitejši dodatek je slovenska ustreznica območnega imena Klagenfurter Feld/Celovško polje, ki je bila s poglobljenimi terenskimi in virskimi raziskavami v domačem narečju in literaturi jasno dokazana in tako standardizirana v knjižnem jeziku.  > 
Druga južnokoroška krajevna imena in njim pripadajoče leme so: Drautschen/Dravče, Dürnfeld/Suho polje, Joschap (ali Joschapsiedlung)/Jožap (danes nemško St. Thomas Süd), Krähwald/Hrebelja (Hreblje),  Roseneck /Rožnek in Witternitz/Veternica. K temu je treba dodati še krajevni imeni Schöndorf/Lepa vas in Welzenegg/Belcenek, ki sta povsem v domači rabi in večkrat zapisani.